# Мирнопілля (Болградський район)
Мирнопі́лля (до 1944 — Село № 22, Фріденсталь) — село Теплицької сільської громади у Болградському районі Одеської області, Україна. Засноване свого часу німецькими колоністами.

## Географія
Розташоване у північно-західній частині району на березі річки Чага (притока р. Когильник), за 10 км від м. Арциз і залізничної станції Арциз.

## Історія
Засноване село в 1834 році.
Станом на 1886 рік у німецькій колонії Арцизької волості Аккерманського повіту Бессарабської губернії мешкало 1397 осіб, налічувалось 130 дворових господарств, існувала молитовний будинок, школа та лавка.
Після звільнення цього району від румунської окупації в село прибули переселенці із Західної України та Вінницької області.
12 червня 2020 року, відповідно до Розпорядження Кабінету Міністрів України від № 724-р «Про визначення адміністративних центрів та затвердження територій територіальних громад Одеської області», увійшло до складу Теплицької сільської територіальної громади.
19 липня 2020 року, в результаті адміністративно-територіальної реформи і ліквідації Арцизького району, село увійшло до складу новоутвореного Болградського району.

## Населення
Згідно з переписом 1989 року населення села становило 2108 осіб, з яких 950 чоловіків та 1158 жінок.
За переписом населення 2001 року в селі мешкало 1986 осіб.

### Мова
Розподіл населення за рідною мовою за даними перепису 2001 року:
| Мова       | Відсоток |
| ---------- | -------- |
| українська | 49,39 %  |
| російська  | 44,1 %   |
| болгарська | 3,72 %   |
| молдовська | 2,25 %   |
| гагаузька  | 0,39 %   |
| білоруська | 0,05 %   |

## Герб і прапор
На синьому полі над пониженою срібною вузькою хвилястою балкою два срібних голуба що летять один проти одного та тримають у дзьобі по золотому остистому колоску, які супроводжуються угорі золотим багатопроменевим сонцем у вигляді соняшника. Щит розміщений у золотому картуші та увінчаний золотою сільською короною. Під щитом на синій стрічці золотими літерами «МИРНОПІЛЛЯ-FRIEDENSTAL».

### Символіка
Летячі голуби символізують перших німців — колоністів, що як ті птахи прилетіли на Чагайську долину та створили своє поселення у 1834 р. під назвою Фриденсталь, та сучасне населення, яке продовжило життя села під назвою Мирнопілля. Голуб — символ чистоти, миру і Святого Духу. Пара голубів символізує сімейне щастя та любов. Сама композиція символізує єдність народів, мир, добробут та злагоду. Колос — символ родючості, землеробства та животворної сили. Геральдична срібна балка вказує на річку Чага, яка протікає вздовж села. Золоте сонце символізує південний край, світло, тепло та достаток. Срібний, (білий) колір символізує чистоту та невинність, а лазуровий красу, гідність і добро.